# Templo de Nuestra Señora de Dolores

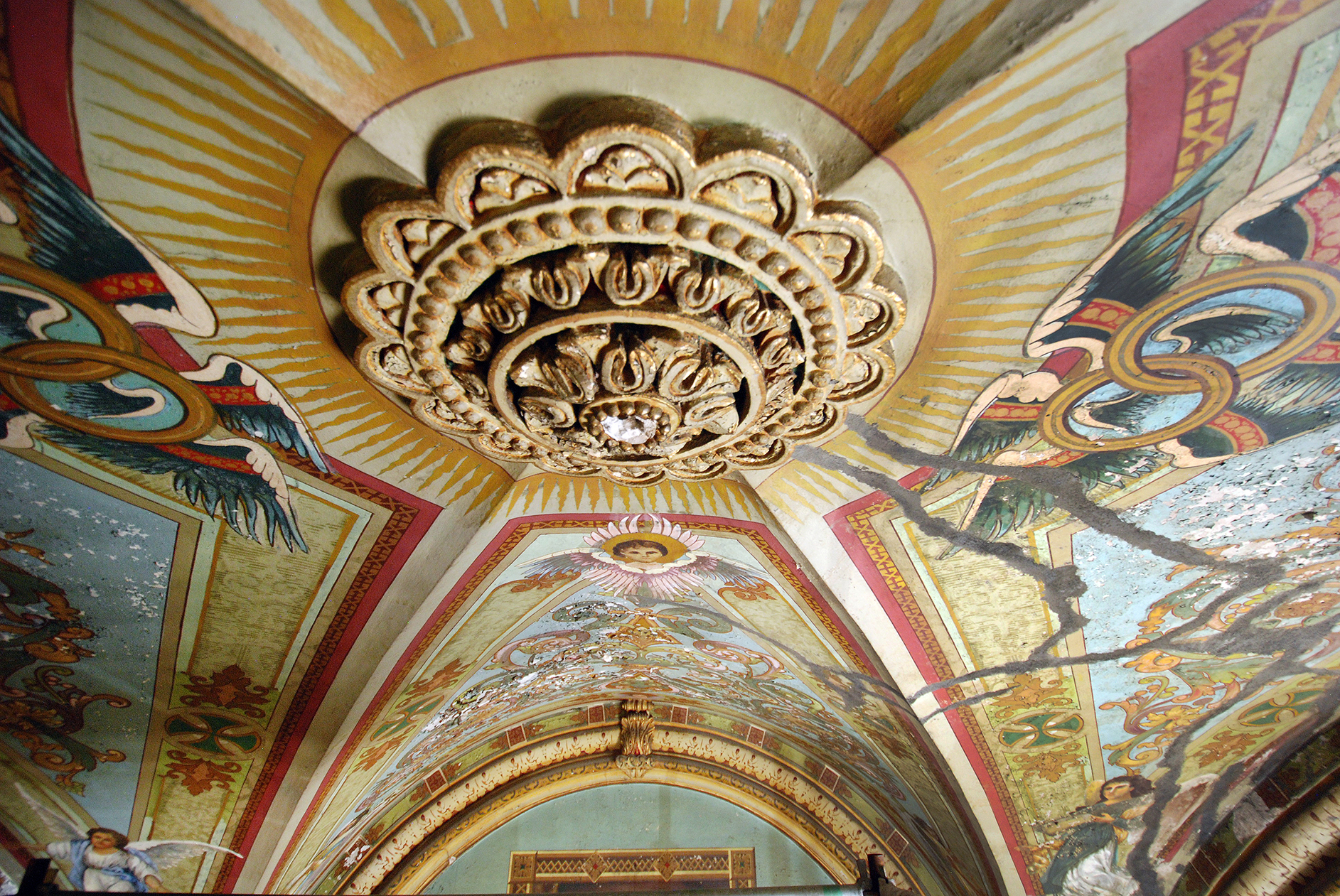
Bóveda del coro del Templo de Nuestra Señora de Dolores

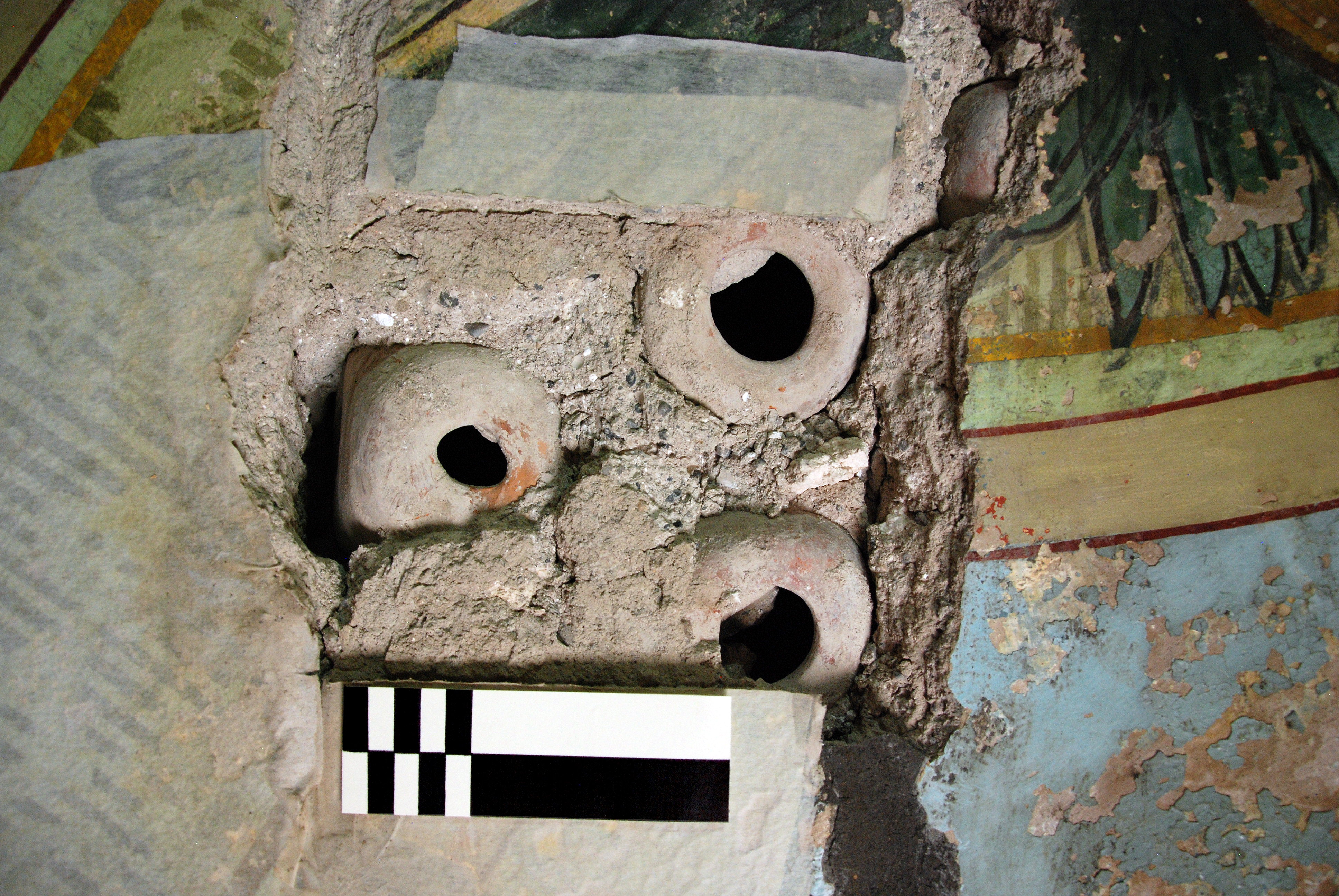
Antiguo sistema constructivo a base de ollas de barro en la bóveda del coro. Se contabilizaron más de 56 ollas y se tiene un estimado hipotético de 2200 ollas en toda el área de la bóveda como aligerantes.

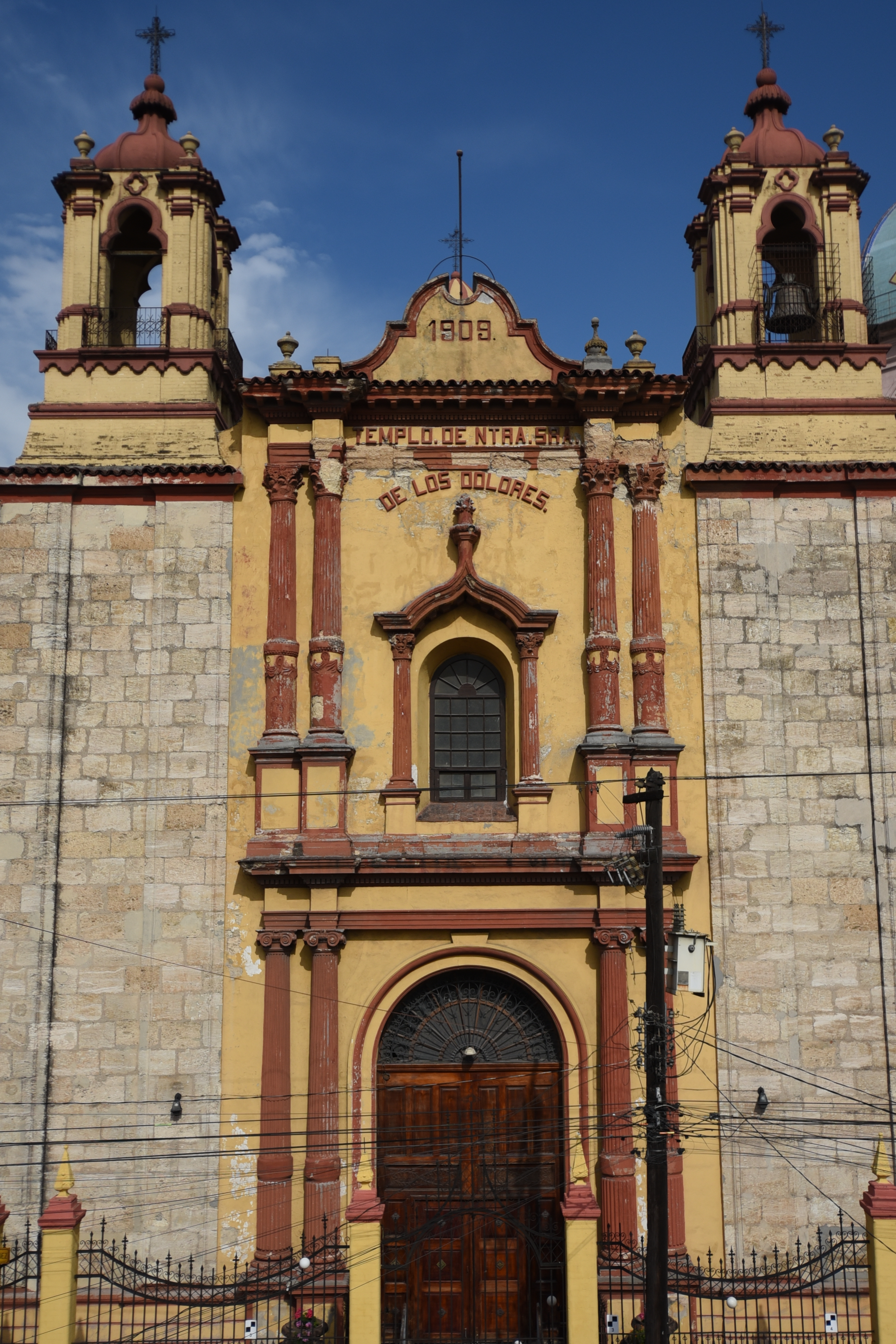
Fachada principal del Templo de Nuestra Señora de Dolores

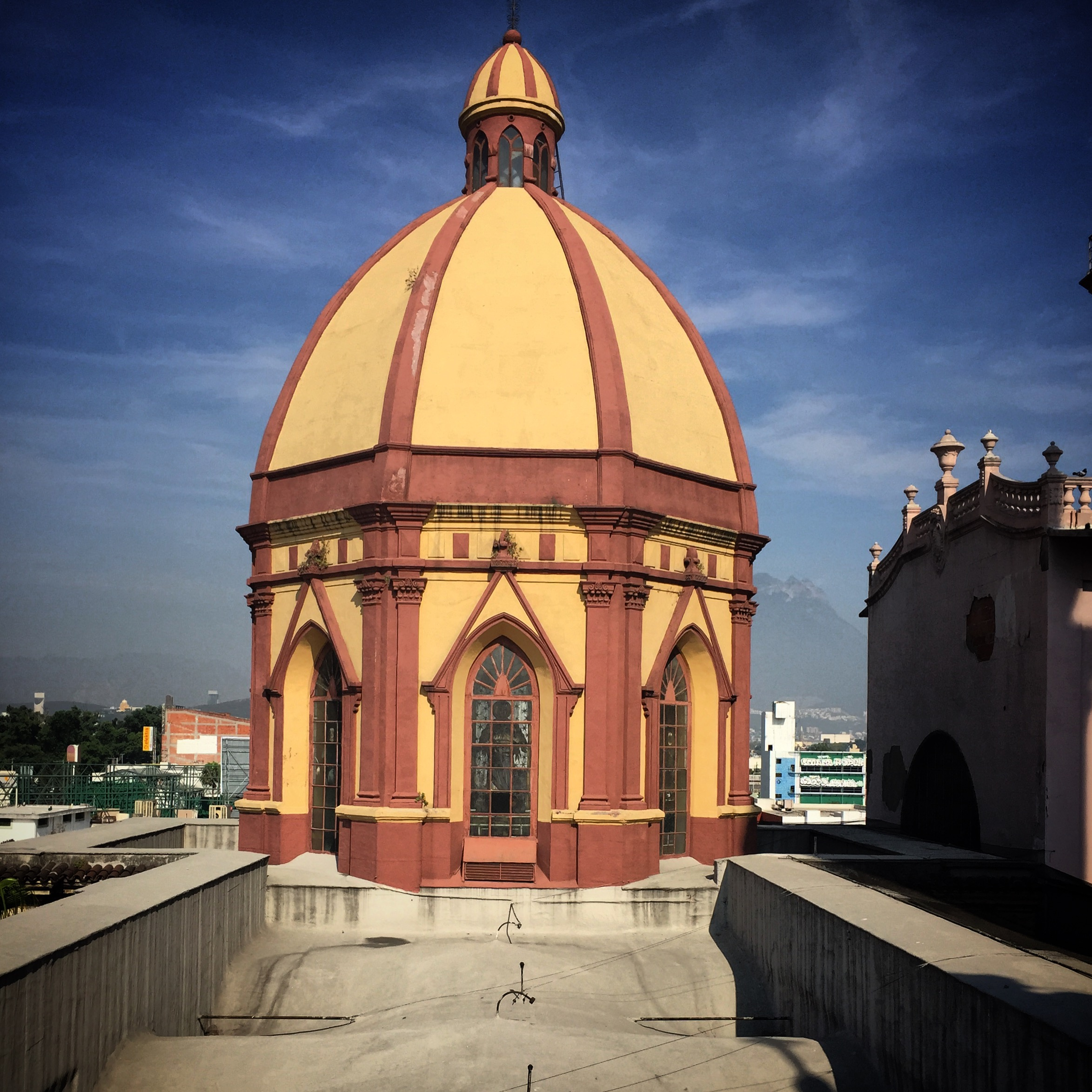
Bóveda Templo de Nuestra Señora de Dolores

El Templo de Nuestra Señora de Dolores, templo dedicado al culto de la Virgen de los Dolores, ubicado en la esquina de la calle Ruperto Martínez y Juan Méndez, en el centro de la ciudad de Monterrey, Nuevo León, al lado de la Iglesia de Nuestra Señora del Perpetuo Socorro, en la zona del Mesón Estrella . El inmueble se comienza a edificar gracias al Arzobispo Santiago de La Garza Zambrano en 1900 y se finaliza en 1909, la fecha está en lo alto del remate de la fachada principal.

## Arquitectura
El Templo de Nuestra Señora de Dolores es un inmueble que posee una variedad de estilos arquitectónicos, al interior podemos observar decoración neobarroca y altares neogóticos. Sus muros son de sillares de caliche, una roca sedimentaria compuesta por gravas, limo, arcilla y carbonato de calcio, además de fusionar el sistema constructivo tradicional con estructuras de acero en su cúpula y en la losa de entrepiso del soto coro.
El templo cuenta con más de 4 mil metros cuadrados de pintura mural, donde existen 2 etapas pictóricas, la primera correspondiente a la fundación del templo en 1909 con una corriente Nouveau. y la segunda etapa pictórica sucede corresponde a 1938/1939 según una cartela ubicada en el intradós del acceso principal en donde se encuentra representada La Virgen de Nuestra Señora de los Dolores; los encargados del cambio iconográfico es la   congregación de los sacerdotes Redentoristas, quienes tienen su cargo al inmueble desde 1911.
En 2014, el Consejo para la Cultura y las Artes de Nuevo León, CONARTE, comenzó con la primera etapa de restauración en el interior del templo que estuvo a cargo de la empresa Restāurika, quien desde entonces ha continuado con los estudios y otras etapas de restauración. 
En la segunda etapa de restauración, en el mes de julio del 2020, se descubre en la bóveda del coro el uso de ollas de barro, las cuales se utilizaron para aligerar la cubierta y probablemente a mejorar la acústica del lugar, un sistema constructivo muy antiguo que se utilizaba desde la época de los romanos. Estas ollas de barro eran colocadas de manera que quedara la abertura hacia abajo para evitar que esta se llenara de mezcla y tuviera un peso extra.

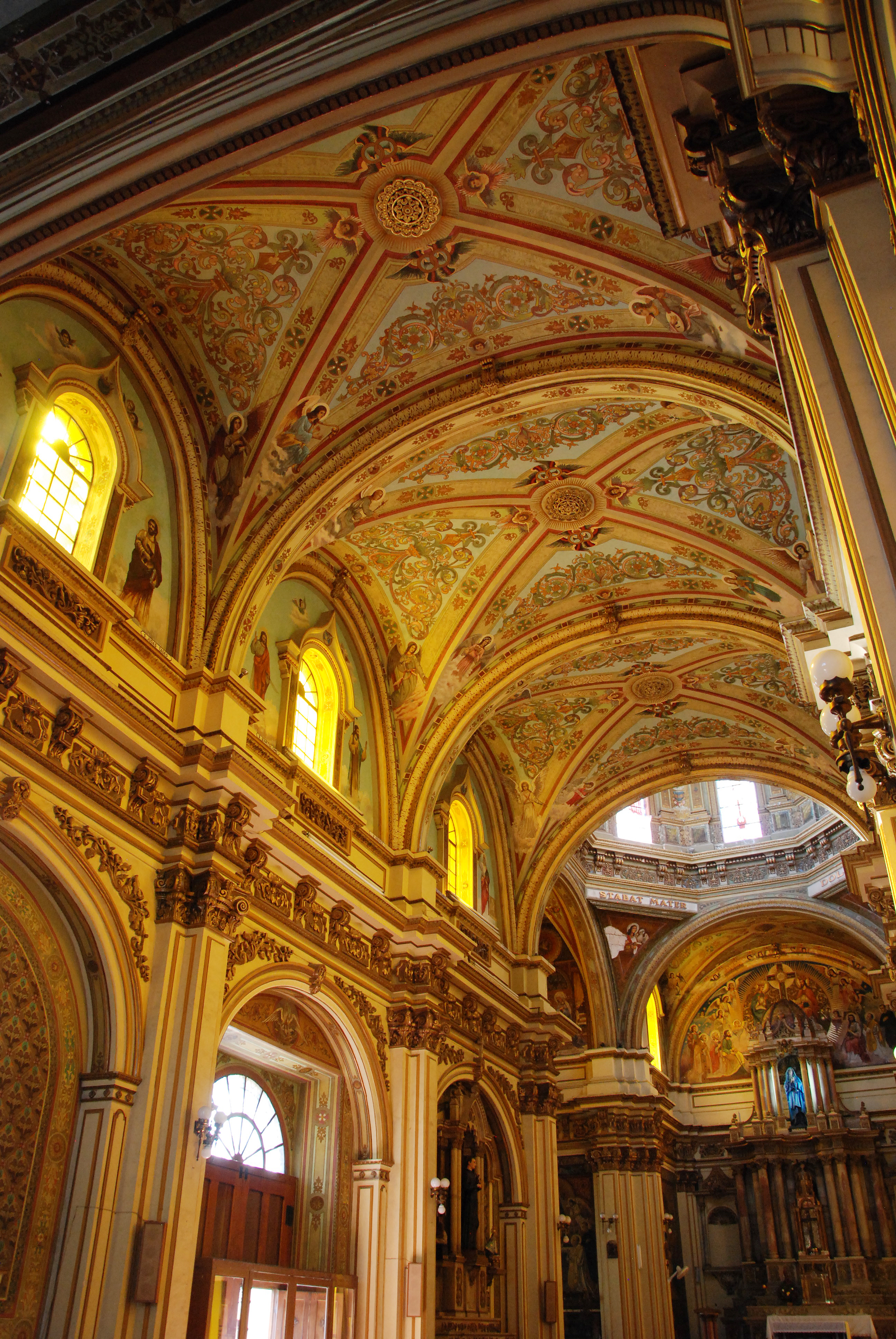
Nave Central del Templo de Nuestra Señora de Dolores

- Datos: Q109311082
- Multimedia: Templo de Nuestra Señora de los Dolores de Monterrey / Q109311082

1. ↑  Templo de Dolores: Maravilla escondida | ArteNativo, consultado el 25 de septiembre de 2021.
2. ↑  Conferencia | Restauración del Coro y Sotocoro del Templo de Nuestra Señora de los Dolores, consultado el 25 de septiembre de 2021.
3. ↑  Gutierrez, Dalia (26 de julio de 2020). «Revela Secreto Templo de Dolores». El Norte.